# Sint-Walburgiskerk (Zutphen)

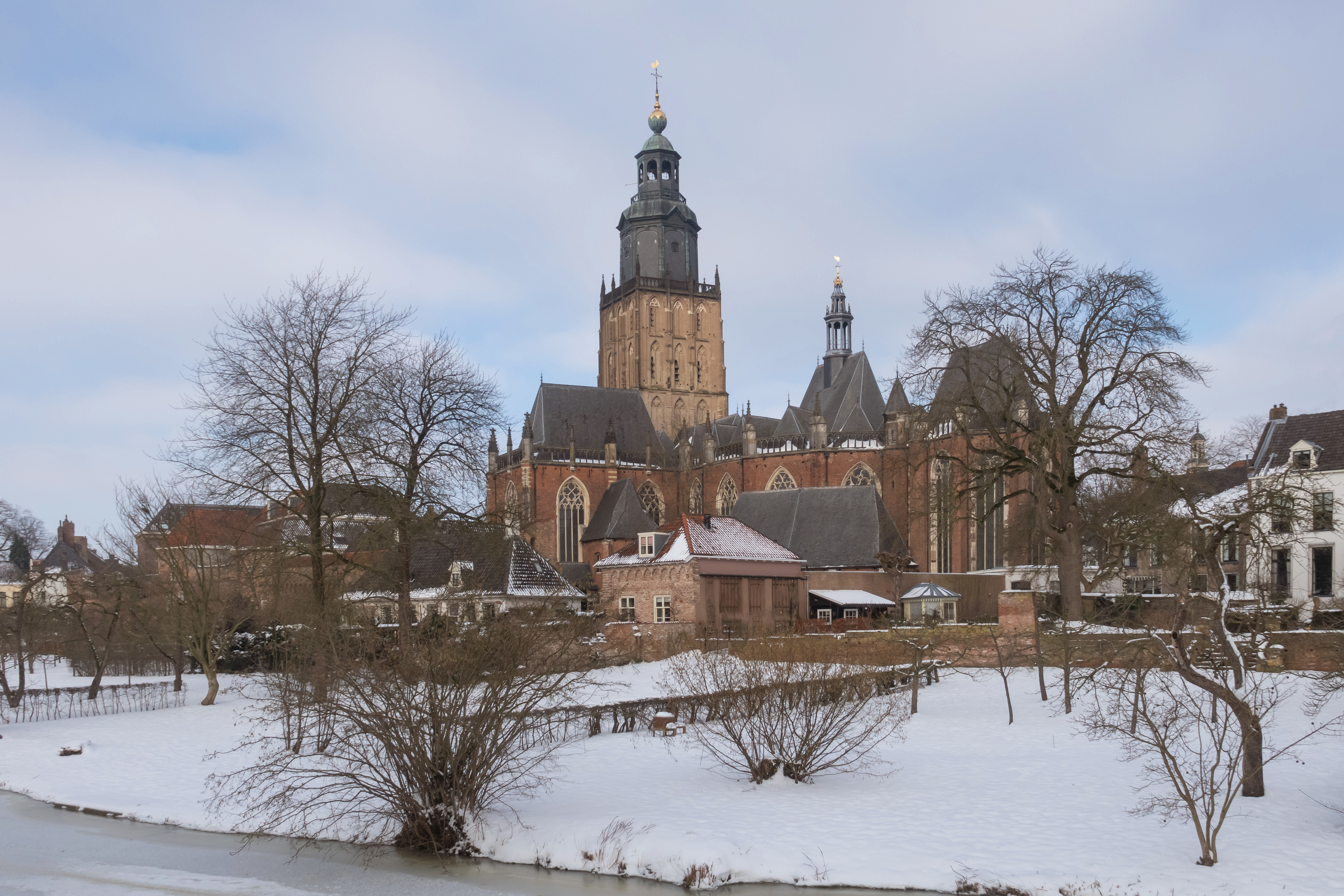
Toren van de Walburgiskerk met stadsmuur

De Walburgiskerk, plaatselijk bekend als Walburgkerk of ook Walburgskerk, is een kerk aan het 's-Gravenhof in Zutphen waarvan het oudste deel uit rond 1100 dateert. In 2018 werd het oostwerk van deze Romaanse kerk bij archeologisch onderzoek in kaart gebracht. De huidige kerk dateert voor het grootste deel uit de eerste helft van 13e eeuw, met uitbreidingen uit alle eeuwen erna; sinds de laatste uitbreiding, de Librije uit 1564, is het exterieur weinig veranderd.

## Geschiedenis
in de negende eeuw stond er een stenen kerkje op de plaats van de huidige kerk. Mogelijk was de eerste kerk al gewijd aan Maria, die tot aan de reformatie patroonheilige van de parochie zou blijven. In 1059 is sprake van een aan de kerk verbonden kapittel dat toen al enige tijd zou hebben bestaan. De kapittelkerk was eerst gewijd aan zowel Petrus als Walburga, maar de eerste verdween in de loop van de 12e eeuw uit beeld. In 1105 werd door bisschop Burchard van Utrecht een nieuwe kapittelkerk ingewijd. Het was een romaans gebouw met hoogkoor en crypte en twee zijkoren in de traditie van de Utrechtse kapittelkerken. Tussen 1200 en 1270 werd de kerk ingrijpend verbouwd tot romano-gotische basiliek. De toren kwam toen ook tot stand maar zou nog enkele verhogingen kennen. Tussen 1370 en 1390 werd een krans van kapellen gebouwd rond het koor, gevolgd door de raadskapel in 1393. Na een torenbrand in 1446 werd de stenen toren verhoogd en werd in 1482-84 een enorme naaldspits op de toren geplaatst. De toren was daarmee 107,5 meter hoog. De verlengde transepten werden in 1492 en 1499 gebouwd. De laatste uitbreidingen waren het Mariaportaal (ca. 1515) en de Librije (1563-64). Tot ca. 1250 was de Walburgiskerk de enige parochiekerk van Zutphen tot de Nieuwstadskerk werd gesticht.

## Renaissance
De toren heeft een hoogte van 76 meter, maar was tot de blikseminslag van 1600 107,5 meter hoog. Hiermee was de toren hoger dan de Dom van Utrecht die toen 104 meter hoog was. In 1633 werd de huidige peperbus op de stenen toren gebouwd. Die bekroning brandde op 30 maart 1948 af maar werd na een slepende discussie over de nieuwe bekroning in 1967-70 in de oude vorm herbouwd. Bij de kerk is de Librije, een kettingbibliotheek uit 1563 gevestigd. Het is een van de drie overgebleven bibliotheken van dit type in Europa.
Sinds 1591 is de Sint Walburgiskerk een protestantse kerk. Na de overname van de kerk door de protestanten verwijderde men alle ruim 40 altaren en sloopte men in 1595 het gewelf van de crypte, waarna de vloer werd geëgaliseerd.

## Achttiende tot en met twintigste eeuw
De dakruiter op het hoogkoor werd in 1729 geplaatst en is in 1981 vernieuwd. Het Zuiderportaal werd in 1888-1892 hersteld en gedeeltelijk vernieuwd.
De kerk onderging tussen 1890 en 1919 een eerste grote restauratie. B. Peteri had de leiding er van en na 1894 architect H.A. Ezerman. P.J.H. Cuypers was adviseur. In 1945 liep de kerk zware schade op die werd hersteld bij de restauratie van 1948-1962. Op 30 maart 1948 brandde de torenspits, de peperbus uit 1633, af. Na decennia van discussie over de nieuwe bekroning van de toren werd in 1970 een spits in dezelfde vorm geplaatst. In de jaren 1979-1998 volgde een op het interieur gerichte restauratie. Het Noorderportaal (Mariaportaal) is in 1992 opnieuw hersteld.

De Walburgiskerk was eigendom van de Protestantse Gemeente Zutphen, in 2016 werd ze overgedragen aan de Stichting Oude Gelderse Kerken (SOGK). De stichting Walburgiskerk Zutphen is verantwoordelijk voor de exploitatie.

## Inventaris
- sarcofaagdeksel uit de late 12de of begin 13e eeuw
- ijzeren kaarsenkroon (tiara), eind 14e eeuw
- koperen doopvont uit 1527 van Gilles van der Eynde
- kerkorgel van Hans Henrick Bader uit 1637
- preekstoel, 17e eeuw
- fresco's uit de 15e en 16e eeuw
- grafstenen uit de 15e - 18e eeuw
- epitafen uit de late 15e eeuw

## Hoofdorgel

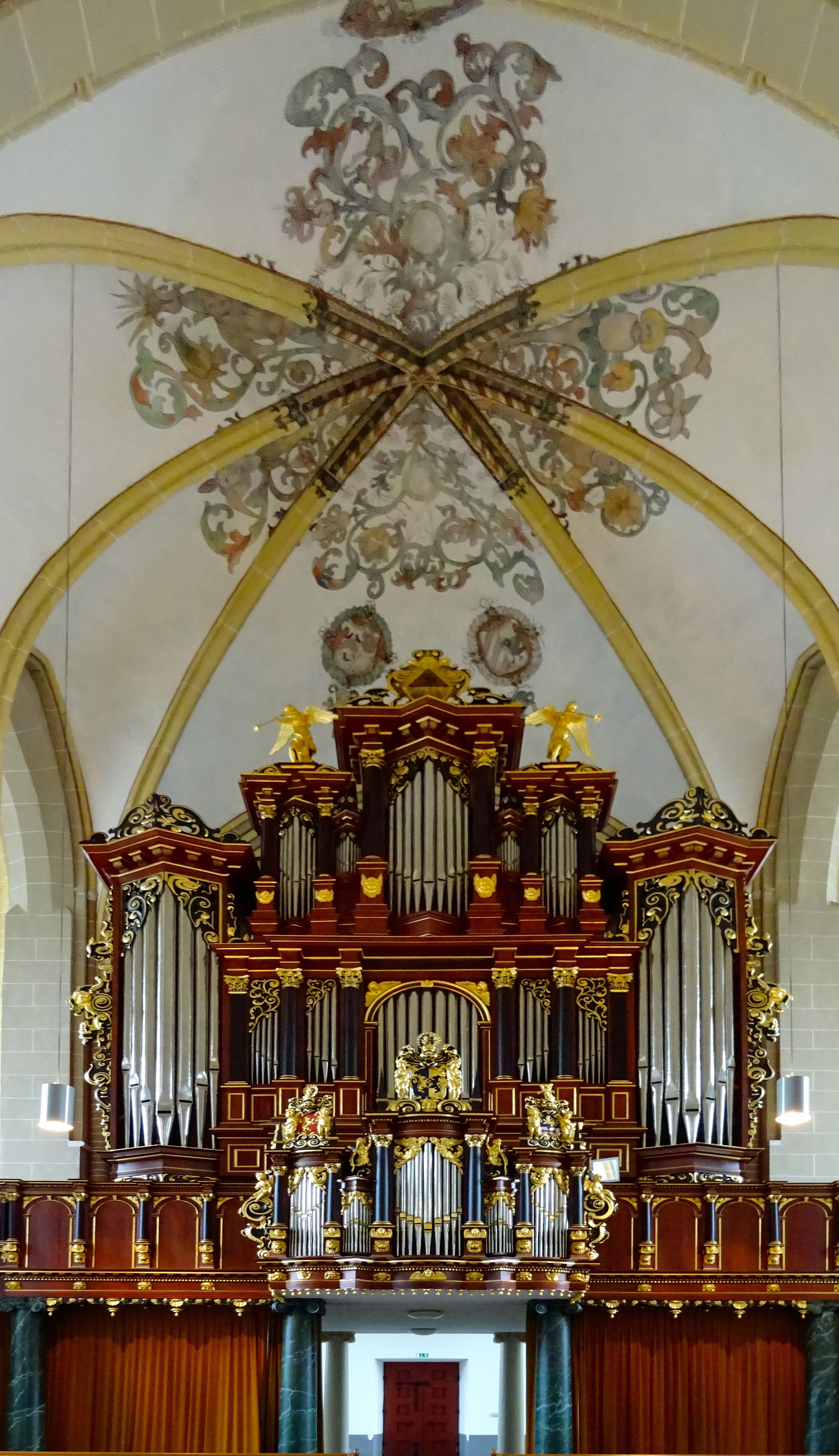
Het Baderorgel

De kerk heeft drie orgels. Het hoofdorgel is in 1639 gebouwd door Hans Henrick Bader. Het geldt als grootste Nederlandse orgel uit de late renaissance/vroege barok. Het instrument is in de loop der jaren aanzienlijk gewijzigd en uitgebreid door de orgelbouwers Johannes Wilhelmus Timpe (1813) en Nicolaus Anthony Lohman (1824). In 1976 en 1996 werd het orgel door orgelmakerij Reil gerestaureerd en in de historische toestand van de zeventiende eeuw teruggebracht. In 2016 werd het orgel als virtuele versie (sample-set) voor Hauptwerk beschikbaar gemaakt. Het instrument heeft 38 registers verdeeld over drie manualen en zelfstandig pedaal. De tractuur is mechanisch.
| Rugwerk C–f3 |       |
| Prestant     | 4′    |
| Holpijp      | 8′    |
| Quintadeen   | 8′    |
| Fluit        | 4′    |
| Quint        | 3′    |
| Octaaf       | 2′    |
| Quintfluit   | 1/2′  |
| Terts        | 13/5′ |
| Mixtuur IV–V |       |
| Kromhoorn    | 8′    |

| Hoofdwerk C–f3 |     |
| Prestant       | 8′  |
| Quintadeen     | 16′ |
| Holpijp        | 8′  |
| Octaaf         | 4′  |
| Gemshoorn      | 4′  |
| Quintfluit     | 3′  |
| Octaaf         | 2′  |
| Mixtuur IV–VI  | 2′  |
| Fagot          | 16′ |
| Trompet B/D    | 8′  |

| Bovenwerk C–f3  |    |
| Prestant        | 8′ |
| Roerfluit       | 8′ |
| Baarpijp        | 8′ |
| Fluit-Travers D | 8′ |
| Octaaf          | 4′ |
| Fluit d'Amour   | 4′ |
| Woudfluit       | 2′ |
| Flageolet       | 1′ |
| Carillon III D  |    |
| Vox Humana      | 8′ |
| Tremulant       |    |

| Pedaal C–d1 |     |
| Prestant    | 16′ |
| Subbas      | 16′ |
| Octaaf      | 8′  |
| Gedekt      | 8′  |
| Octaaf      | 4′  |
| Bazuin      | 16′ |
| Trompet     | 8′  |
| Trompet     | 4′  |

Werktuiglijke registers
- Koppel hoofdwerk-bovenwerk
- Koppel hoofdwerk-rugwerk
- Koppel rugwerk-hoofdwerk
- Koppel pedaal-hoofdwerk
- Koppel pedaal-rugwerk
- Koppel pedaal-bovenwerk
- Tremulant gehele werk
- Tremulant bovenwerk
- Afsluiters op alle werken

## Zilveresdoorn
Op een foto uit 1910 is naast de Walburgiskerk voor het eerst een zilveresdoorn te zien. Deze werd in 2009 geveld omdat hij te groot en te oud bevonden was. Vioolbouwer Theo Dekker gebruikte het hout er van voor de bouw van het 'Walburgis kwartet' (twee violen, een altviool en een cello) dat in 2013 gereedkwam. De instrumenten werden in dat jaar naast de Walburgiskerk ingewijd door het Ruysdael Kwartet.